# 毫摂寺 (宝塚市)
毫摂寺（ごうしょうじ）は、兵庫県宝塚市小浜にある浄土真宗本願寺派の寺院。小浜御坊とも称され、寺内町として発展した小浜の中心であった。山号は出雲路山。本尊は阿弥陀如来。

## 歴史
- 本願寺三世覚如に帰依した乗専が丹波国六人部（福知山市）の天台宗寺院を改宗して毫摂寺と称し、京都の今出川に移して覚如の末子・善入が住職となった。
- だが今出川の毫摂寺はその後戦乱で荒廃し、やがて越前国山本荘（現在の福井県鯖江市）の證誠寺に寄寓し、後に真宗出雲路派本山毫摂寺となる。
- 善入の末裔の善秀が明応年間（15世紀末）に小浜荘を開き、この地にも毫摂寺を建立した[1]。
- その後寺内町として発達した小浜は、交通の要衝で武将の往来も多く、豊臣秀吉が有馬湯治の際千利休を伴い毫摂寺に宿泊し、茶を点てたという。また、秀吉の養子・秀次も有馬湯治の際に毫摂寺に宿泊し、寺の次女亀姫を見初めて側室（小浜の局）としたが、秀次が失脚・切腹すると、妻子や他の側室とともに亀姫も三条河原で処刑され、毫摂寺も焼き打ちにあう。
- 江戸時代には小浜は宿場町として復興し、毫摂寺は八本松の名所として知られるようになった[2]。
- 明治に入り浄土真宗本願寺派に属することとなる。

## 本堂・伽藍
- 本堂は江戸時代末期の建立。

## 所在地・交通
- 兵庫県宝塚市小浜5-5-12
  - 阪急宝塚線売布神社駅から徒歩16分
  - 阪急宝塚線清荒神駅から徒歩16分